# Hedya pruniana
Hedya pruniana ist ein Schmetterling (Nachtfalter) aus der Familie der Wickler (Tortricidae). Die Art wird gelegentlich auch als „Pflaumenwickler“ oder „Pflaumenknospenwickler“ bezeichnet, wobei der Name „Pflaumenwickler“ auch für die Wicklerart Grapholita funebrana Verwendung findet.

## Merkmale
Die Falter erreichen eine Flügelspannweite von 15 bis 19 Millimeter. Die Färbung der Vorderflügel ist variabel: der distale Teil ist häufig dunkelgrau mit einer gräulichen Grundfarbe. Ein Sexualdimorphismus ist nicht ausgeprägt. Von der sehr ähnlichen Art Hedya nubiferana kann Hedya pruniana durch die Lage von zwei schwarzen Punkten unterschieden werden. Diese befinden sich bei nubiferana über dem Vorsprung, den die dunkle Zeichnung in der Mitte des Vorderflügels bildet. Bei pruniana sind sie neben dem Vorsprung zu finden.

## Verbreitung
Hedya pruniana ist in der Paläarktis beheimatet. In Mitteleuropa ist die Art weit verbreitet und häufig. Im Osten reicht das Verbreitungsgebiet über Kleinasien bis in den Iran und über den Ural, Transkaukasien und den Westen Kasachstans bis in den Fernen Osten. Die Art besiedelt Waldränder und -lichtungen, Gebüsche sowie Obst- und Parkanlagen.

## Biologie
Die Raupen entwickeln sich von Juli/August bis April/Mai des folgenden Jahres zwischen Trieben und versponnenen Blättern der Futterpflanze, sie überwintern. Die Raupen leben polyphag unter anderem an Schlehdorn (Prunus spinosa), Weißdornen (Crataegus), Rosen (Rosa), Mehlbeeren (Sorbus), Gemeiner Hasel (Corylus avellana) und Obstbäumen, wo sie oft Schäden verursachen. Die Falter können von Mai bis August beobachtet werden.